# LDU Quito
A Liga Deportiva Universitaria de Quito —gyakran LDU Quito, Liga de Quito, vagy egyszerűen csak (la) Liga— ecuadori élvonalbeli labdarúgócsapat Quitóban. Hazai meccseiket az Estadio de Liga Deportiva Universitariában rendezik, amelyet gyakran egyszerűen csak Casa Blancának hívnak. Városi riválisaik az Aucas, a Deportivo Quito, a El Nacional, és az Universidad Católica, a quayaquil klubok közül harcban állnak a Barcelonával és az Emeleccel.
A Liga de Quito gyökerei az Ecuadori Központi Egyetemből erednek, a csapatot 1930-ban hozták létre. Jól kezdtek a területi bajnokságokban, 9 Pichincha-címet nyertek, ebből hatot a profi érában. Országos szinten is jól szerepeltek, 10 nemzeti címet szereztek (a tizediket 2010-ben), emellett kétszer diadalmaskodtak a másodosztályban is. A nemzetközi sorozatok legsikeresebb ecuadori csapata, ők lettek az ország első klubja, akik megnyerték a Copa Libertadorest (2008), a Copa Sudamericana sorozatot (2009) és a Recopa Sudamericanát (2009 és 2010). A Csendes-óceán partjának legsikeresebb csapata, azon öt csapat egyike —a másik négy a Boca Juniors, a Independiente, az Internacional és a São Paulo—, akiknek összejött a CONMEBOL-tripla, vagyis megnyerték mindhárom kontinentális sorozatot. Az, hogy 2008 és 2010 közt jött létre a tripla, hozzásegítette őket, hogy 2008-ban és 2009-ben ők legyenek a legsikeresebb dél-amerikai csapat. A 2008-as FIFA-klubvilágbajnokságon másodikak lettek.